# Señorío de Ruppin

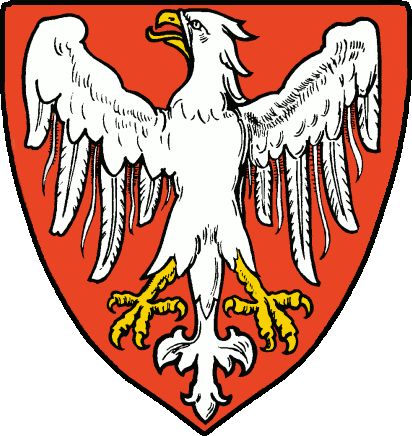
Armas de la casa Lindow-Ruppin y por ende del señorío de Ruppin

El Señorío de Ruppin (en alemán Herrschaft Ruppin, de Herr, señor, y la partícula -schaft, denotativa de cualidad) también llamado Dominio de Ruppin, Provincia de Ruppin o Condado de Ruppin, fue un territorio perteneciente al Sacro Imperio desde alrededor de 1214 hasta 1524, y propiedad personal de los condes de Lindow-Ruppin. Inicialmente se cree que pudo ser independiente, si bien acabó siendo un vasallo del Margraviato de Brandeburgo. Tras la extinción de la casa Lindow-Ruppin, pasó a ser un distrito del marquesado de Brandeburgo.

## Historia

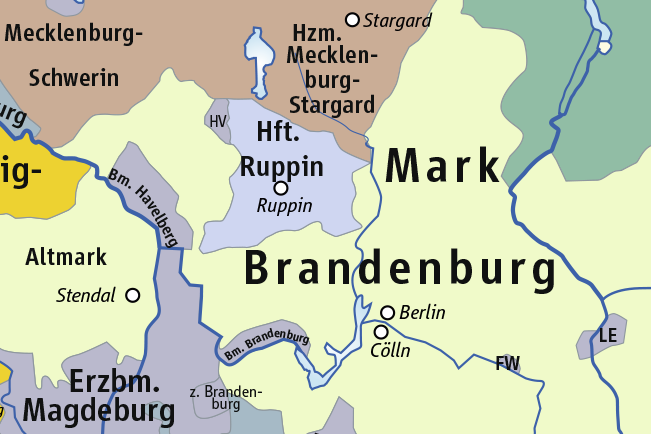
El señorío de Ruppin hacia 1400

El área de Ruppin no tenía prácticamente asentamientos hasta el siglo I. Probablemente desde el siglo VI algunas tribus eslavas provenientes del Este se empezaron a asentar en la zona. En fecha tan temprana como 948 ya existen referencias a la tirbu Zamzizi poblando el área, posiblemente con capital en el hoy conocido como Slawenburg de Ruppin, un asentamiento en una isla en mitad del lago Ruppin. Se conoce también otro asentamiento en la orilla norte del Bützsee que probablemente era un centro de culto. En la orilla oeste del lago Ruppin se encontraba la fortaleza de Treskov que pervivió hasta la segunda mitad del siglo XII.
Ya alrededor de 1214 la región entre los ríos Temmnitz y Rhin, con una economía menos desarrollada, es posible que fuesen territorios tributarios de Ruppin, bajo el mandato del conde Gebhard von Arnstein (* 1180/1209, † ca. 1256), un bisnieto de Alberto el Oso. Gebhard von Arnstein es pues, el primer señor de Ruppin de quien se conoce su identidad y el origen más antiguo conocido de la casa Lindow-Ruppin, surgida como una rama lateral de la casa de Arnstein y que se mantuvo en el poder hasta 1524. Además de la posesión de Ruppin, el nombre de Lindow-Ruppin hace referencia al señorío de Lindau en Anhalt, también perteneciente a la familia.
Por ser gobernado por los condes de Lindow-Ruppin, el señorío de Ruppin es a veces llamado condado de Ruppin desde finales del siglo XIII. No obstante, el estatus legal de Ruppin fue siempre el de señorío, y no condado. Las armas del señorío de Ruppin, como las de los condes de Lindow-Ruppin, eran en escudo francés, sobre campo de gules, un águila pasmada de argén, picada, membrada, armada y lampasada de oro.
Poco después de 1220, Gebhard había extendido el territorio bajo su dominio hacia el Este, hasta llegar a los límites de Gransee y Löwenberg. Construyó el castillo de Ruppin (también llamado Planenburg) en Alt Ruppin, en las inmediaciones del antiguo Slawenburg de Ruppin, para convertirlo en el centro político de sus dominios. Hacia este momento es posible que el castillo Wildenberg formase parte de las posesiones familiares. Cinco kilómetros al suroeste del castillo de Ruppin, Gebhard fundó Neuruppin como centro económico del señorío y ya aparece mencionado en 1238. Entre 1230 y 1240 Gebhard funda el monasterio cisterciense de Lindow. En 1240 establece su residencia definitiva en el castillo de Ruppin, y en 1246 el hermano de Gebhard, Wichmann von Arnstein (* ca. 1185; † 1270) funda el monasterio dominico de Neuruppin y se convierte en su primer prior.
El asentamiento de Neuruppin consigue su carta de ciudad en 1256 bajo el dominio del hijo de Gebhard, Giinther I de Lindow (* ca. 1230; † ca. 1284). Durante el siglo XIII el área del señorío de Ruppin se extiende hacia el norte hasta llegar a la línea entre Goldbeck, Rheinsberg y Menz. Alrededor de 1300 se construye el castillo de Goldbeck y en 1349 los dominios de Wusterhausen y Gransee son agregadas como vasallos de los margraves de Brandeburgo tras haber estado en posesión de los condes de Lindow-Ruppin desde 1317. En 1407 Neustadt pasa a formar parte del señorío.
Es de reseñar que a pesar de la ya fuerte preponderancia del Margraviato de Brandeburgo, el señorío de Ruppin pasó a formar parte de la Circunscripción de Alta Sajonia en 1512. De acuerdo al Registro Imperial de 1521, el señorío de Ruppin contaba con 3 soldados de a caballo, 12 soldados de a pie y una asignación de 42 guilder para levas del ejército imperial.
En 1524 se extingue la línea sucesoria de Lindow-Ruppin con la muerte del conde Wichmann, y el señorío de Ruppin es absorbido completamente por el príncipe elector Joachim I de Brandeburgo y unificado al Margraviato de Brandeburgo. No obstante Ruppin permaneció como una Landstand independiente con autonomía fiscal y formó el distrito de Ruppin dentro del territorio de Mittelmark. Algunos parientes del conde Wichmann comparecieron en 1541 ante la Cámara de la Corte Imperial para reclamar por la confiscación del señorío por parte del príncipe elector, pero la demanda fue desestimada en 1562.

## En la literatura
- Bratring, Friedrich Wilhelm August:  Die Grafschaft Ruppin in historischer, statistischer und geographischer Hinsicht. Ein Beitrag zur Kunde der Mark Brandenburg. Berlín 1799 (E-Kopie).
- Geographisches Institut der Akademie der Wissenschaften der DDR, ed. (1974). Das Rheinsberg-Fürstenberger Seengebiet. Ergebnisse der heimatkundlichen Bestandsaufnahme in den Gebieten von Zechlin, Rheinsberg, Fürstenberg und Himmelpfort. Werte unserer Heimat. Berlin: Akademie-Verlag.
- Heinrich, Gerd: Die Grafen von Arnstein. Köln, Graz 1961.
- Institut für Geographie und Geoökologie der Akademie der Wissenschaften der DDR, ed. (1981). Ruppiner Land. Ergebnisse der heimatkundlichen Bestandsaufnahme in den Gebieten von Zühlen, Dierberg, Neuruppin und Lindow. Werte unserer Heimat. Berlin: Akademie-Verlag.